# Neopallene azorensis
Neopallene azorensis är en havsspindelart som beskrevs av Arnaud, F. 1974. Neopallene azorensis ingår i släktet Neopallene och familjen Callipallenidae. Inga underarter finns listade i Catalogue of Life.